# Éviter-réduire-compenser

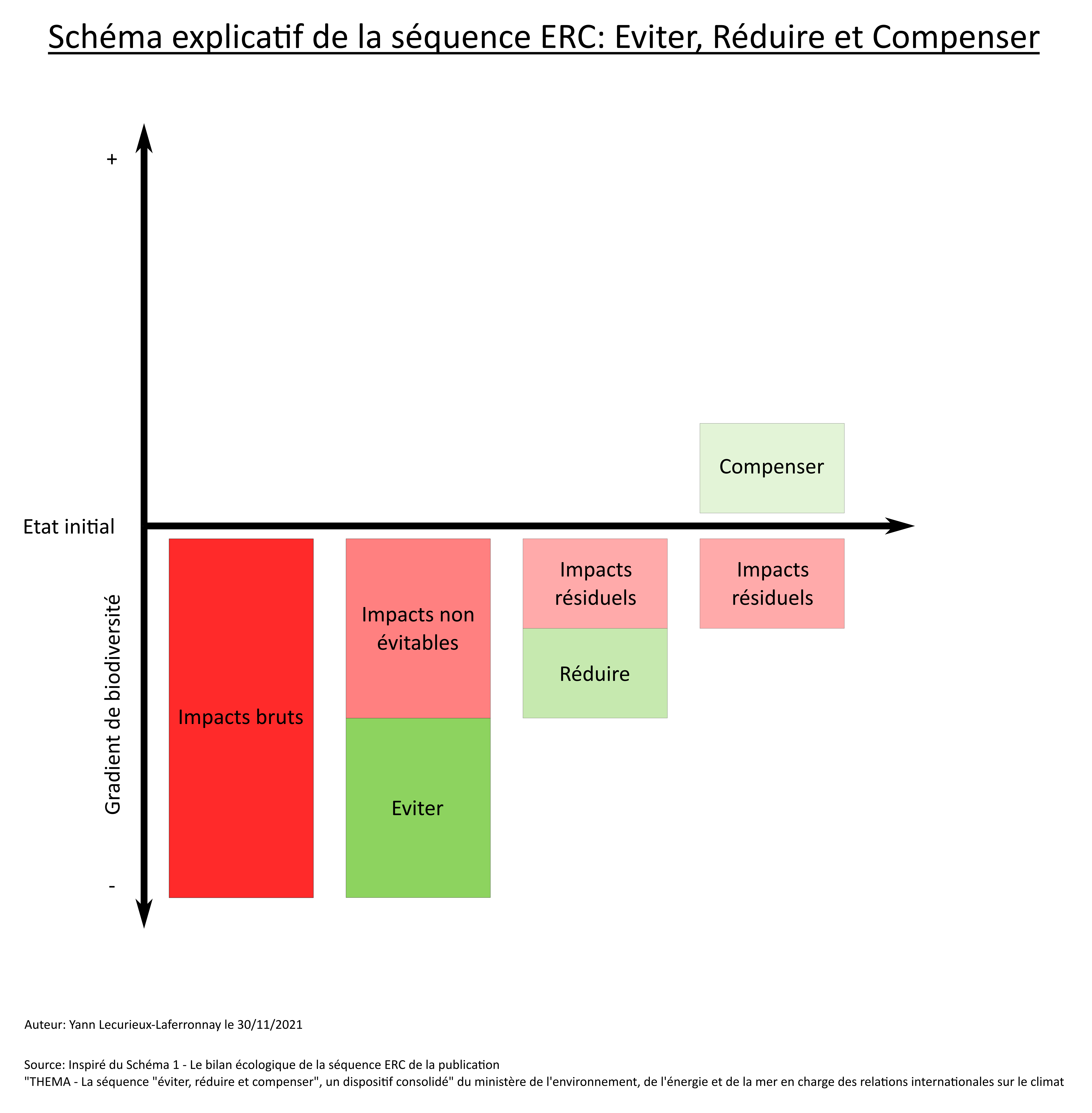
Diagramme présentant le principe de la séquence éviter-réduire-compenser.

Le principe éviter-réduire-compenser (ou « séquence éviter-réduire-compenser », ERC) est un principe de développement durable visant à ce que les aménagements n’engendrent pas d'impact négatif sur leur environnement, et en particulier aucune perte nette de biodiversité dans l'espace et dans le temps.
Il est notamment inscrit dans la stratégie européenne pour la biodiversité et doit être décliné par les États-membres dans leur législation.
Ce triptyque repose sur trois étapes consécutives, par ordre de priorité :
1. l'évitement des impacts en amont du projet ;
2. la réduction des impacts durant le projet ;
3. la compensation des impacts résiduels.

## En France
Le Code français de l'environnement a introduit dès 1976 dans le droit français les notions d'évitement et de compensation et de mesures compensatoires, qui s'inscrivent logiquement au sein d'une séquence hiérarchisée « éviter, réduire, compenser » (ERC) ; depuis 1976, en France le maître d’ouvrage d'un aménagement doit éviter et réduire « au maximum » ses impacts, mais le texte de 1976 n'était explicite que pour la période des travaux, et restait flou sur la manière de compenser les impacts résiduels liés à l’infrastructure et à son fonctionnement, son entretien voire sa fin de vie, bien après sa construction. Le principe transparaît aussi dans divers sectoriels (loi sur la protection des sites Natura 2000, loi sur l’eau et les milieux aquatiques, loi sur la protection des espèces protégées, ou encore dans le code forestier à propos du défrichement.
Dans les années 2000, le droit tend à préciser le sujet, via plusieurs décrets et arrêtés dont :
- l’arrêté du 19 février 2007, qui fixe les conditions de demande et d'instruction des dérogations portant sur des espèces de faune et de flore sauvages protégées, précise les modalités d'instruction des dérogations pour les impacts sur ces espèces (modifié par l'arrêt du 12 janvier 2016)
- l’arrêté du 24 juin 2008, qui précise les critères de définition et de délimitation des zones humides (révisé en 2007) dans le cadre des études d’impact et la mise en place des schémas directeurs d’aménagement et de gestion des eaux (SDAGE) en 2009-2010 ; obligeant à une compatibilité entre les demandes de dérogation et ces schémas.
- le décret n° 2011-2019 du 29 décembre 2011, qui réforme les études d'impact des projets de travaux, d'ouvrages ou d'aménagements, imposant un état initial du site affecté et un suivi des sites de compensation.
- le décret n° 2014-751 du 1er juillet 2014, sur l'expérimentation d'une autorisation unique pour les installations, ouvrages, travaux et activités soumis à autorisation au titre de l'article L. 214-3 du code de l'environnement ; proposant une étude d’impact intégrée prenant en compte les espèces et les habitats protégés, les zones humides, les forêts et les sites classés.

La séquence ERC n'a cependant été clairement définie que 36 ans après 1976, (en 2012) par le Ministère de l’Écologie, du Développement durable et de l’Énergie (MEDDE), avec une « Doctrine relative à la séquence éviter, réduire et compenser les impacts sur le milieu naturel », et précisé avec l'appui du CGDD et de la Direction de l’eau et de la biodiversité (DEB) en 2013, sur la base notamment des apports d'un groupe de travail sur le triptyque "Éviter/Réduire/Compenser" créé en 2010 par le Commissariat général au développement durable (CGDD) sous l'égide du Ministère chargé de l’Écologie, réunissant des représentants d'ONG, de maîtres d’ouvrage et bureaux d'études pour envisager les outils, dispositifs et moyens disponibles ou à créer pour l'application de ce principe, ainsi que pour son contrôle. 
Il s'agissait d'accompagner les projets d’implantation humaine et mieux les intégrer dans les écosystèmes à la suite du renforcement des exigences réglementaires, en particulier celles de l’article 23 de la loi Grenelle I portant sur la trame verte et bleue (2009) qui étend l’obligation de compensation aux espèces et écosystèmes dits « ordinaires ». Ce groupe a produit un « document de doctrine » (fiches directrices publiées en 2013), principalement destiné aux maîtres d'ouvrage, à leurs prestataires et aux services de l’État. Il contient des recommandations sur la manière de concevoir des projets pour qu'ils aient le moins d'impacts possible sur la biodiversité, en identifiant et caractérisant bien les impacts (directs et indirects, immédiats et différés…) afin de définir les mesures de « juste compensation », tout en assurant « la cohérence et la complémentarité des mesures environnementales prises au titre de plusieurs procédures administratives (déclaration d'utilité publique, loi sur l'eau, dérogation « espèces protégées », etc.) ».
Cette doctrine a d'abord (dans les années 1970) concerné les espaces et espèces rares, menacés et jugés patrimoniaux, et appliquée à aux grands projets qu'à partir de certains seuils de coût. Elle s’applique désormais aux impacts touchant la biodiversité ordinaire et les continuités écologiques identifiées dans le cadre de la Trame verte et bleue française (TVB).
En 2018, le Commissariat général au développement durable (CGDD, qui est aussi autorité environnementale) a publié un guide (134 pages) d'aide à la définition des mesures "éviter, réduire et compenser" (ERC), hors compensation forestière et compensation agricole (qui relèvent de la loi d'avenir pour l'agriculture d'octobre 2014). Ce guide est destiné aux services de l'État, aux maîtres d'ouvrages et aux bureaux d'études, afin de les aider à concevoir et catégoriser ces mesures avec plus de précision et d'adéquation (juste compensation…) pour ensuite plus facilement rédiger les actes d'autorisation ou mettre en œuvre des mesures et de leur suivi. L'autorité environnementale y rappelle notamment que l'étape "éviter" est prioritaire, et qu'elle peut s'appliquer de l’amont à l’aval du projet, c'est-à-dire jusqu'aux phases travaux, exploitation-fonctionnement. Il y a évitement quand il y a « absence totale d'impacts » (directs et indirects) pour les espèces, les habitats et les services écosystémiques identifiés comme potentiellement « impactés » par un plan ou programme (ou en termes de bruit et qualité de l’air.. ou « sur les populations humaines »). la mesure d'évitement peut se décliner en évitement géographique, évitement temporel ou évitement technique (choix d'une autre solution technique, sans impact pour l'environnement).
- L'évitement : Il se traduit, pour un habitat (ou milieu) donné par une mesure garantissant « l’absence totale d’impacts directs ou indirects du projet, plan ou programme sur l’ensemble de cet habitat ou du milieu naturel. Pour une espèce végétale, l’évitement garantit l’absence totale d’impacts directs ou indirects du projet, plan ou programme sur l’ensemble des individus et des composantes physiques et biologiques nécessaires au maintien de son biotope ; Pour une espèce animale, l’évitement garantit l’absence totale d’impacts directs ou indirects sur l’ensemble des individus de la population ciblée et sur les composantes physiques et biologiques nécessaires à l’accomplissement de l’ensemble de son cycle de vie (reproduction, éclosion/naissance/émergence, croissance, migration). Pour la qualité de l’air et le bruit, l’évitement garantit l’absence totale d’impacts directs ou indirects du projet, plan ou programme sur les populations humaines »[7]. Il peut aussi s'agir, en amont de supprimer les « aides publiques dommageables à la biodiversité »[8].

- La réduction : Pour un chantier, un projet, un plan ou programme elle peut concerner des limitations ou adaptations de durée, d'intensité ou d'étendue géographique (ou une combinaison de ces éléments), des adaptations d'emprise ou d'accès, de modalités de circulation d'engins, modalités particulières d'imports, gestion ou exports de matériaux (sédiment pompé et évacué par tuyaux plutôt que par camion par exemple, transport de déchets par péniche, gestion optimisée de matériaux en déblais-remblai…), un balisage préventif provisoire ou définitif, le respect de prescriptions spéciales, visant à limiter les impacts, en complément du recours aux meilleures techniques disponibles à coût raisonnable au moment du projet, plan ou programme. Ces mesures de réduction peuvent concerner l'emprise du projet, plan ou programme… ou sa proximité plus ou moins immédiate (et notamment l'aval dans le cas d'un cours d'eau ou d'un bassin versant). La mesure peut concerner tout l'espace ou des éléments patrimoniaux remarquables localisés (arbre remarquable, habitat remarquable, habitat d'espèce, espèces protégées, protection de sols contre le tassement, la pollution, la déshydratation et l'érosion, dispositifs d'éloignement d'espèces vulnérables, de prélèvement d'espèces pour leur sauvetage, de limitation de nuisances telles que bruit, poussières, odeurs, vibration, maintien de débit minimum de cours d'eau et de connectivité écopaysagère…) ou indésirables (espèces invasives, plantations, mesures de gestion, installations d'abris/gîtes artificiels, etc. à titre d'exemples…)[9].

- La compensation : elle concerne les « impacts résiduels notables »[10] qui n'ont pas pu être évités par les deux mesures précédentes[11].

## Évaluation de la justesse de la compensation
Dans le cas où des impacts environnementaux n'ont pas pu être entièrement évités ou réduits, il convient de vérifier qu'il y a eu in fine une juste compensation, à la hauteur des dégâts et effective dans l'espace et le temps, permettant une « non perte nette de biodiversité », sur la base de mesures d'équivalence de valeur écologique entre ce qui est perdu et qui et compensé. En France, cela devrait se faire sous l'égide du Conseil National de la Protection de la Nature et de l’Autorité environnementale :
- En 2017, une Commission d’enquête du Sénat a cherché à évaluer dans quelle mesure étaient réellement compensées les atteintes à la biodiversité induites par les grandes infrastructures[13].
- Une étude (2018) conclut que depuis 1976, la mise en œuvre de la compensation écologique et de l'ERC est détournée de son objectif premier en accaparant « les porteurs traditionnels de la conservation de la biodiversité ; la compensation finance les actions de conservation en manque de ressources, au détriment de l'additionnalité, et conforte le désengagement financier de l'État ; sa mise en œuvre pousse à la mise à disposition de terrains publics pour « débloquer » des situations ; elle suscite la recherche de rente de situation pour de nouveaux opérateurs de compensation ; et entraine une concurrence qui conduit à des compensations environnementales fondées sur le « moins disant » »[14] (Le principe d'additionnalité est ainsi défini : « une mesure compensatoire est additionnelle lorsqu’elle génère un gain écologique pour le site de compensation qui n’aurait pas pu être atteint en son absence ». « Dans tous les cas, [les mesures compensatoires] doivent être additionnelles aux actions publiques existantes ou prévues en matière de protection de l’environnement […]. Elles peuvent conforter ces actions publiques […], mais ne pas s’y substituer »[15]).
- Une équipe de scientifiques du Muséum national d’histoire naturelle (MNHN), du CNRS, de l'Université de la Sorbonne , d’AgroParisTech et de l’Université Paris-Sud, coordonnée par le Centre d’écologie et des sciences de la conservation et le laboratoire Écologie systématique évolution s'est penchée sur cette question. Elle a pour cela analysé 24 projets d'infrastructures autorisés par l’État sur 5 ans (de 2012 à 2017) : vingt en région Occitanie et cinq en région Hauts-de-France. 
Leur analyse (publiée en sept 2019) a conclu que dans 80 % des cas, la compensation environnementale n’était pas assez exigeante ou inadaptée. 
Seuls 20 % de ces aménagements ont bénéficié de la part de leurs maîtres d'ouvrage d'opérations de restauration écologique ; sur des zones agricoles intensives dans 17 % des cas ou sur des espaces très dégradés (3 % des cas). Les autres mesures dites de compensation (80 % des cas) portaient en réalité sur la préservation de milieu déjà ou encore de bonne qualité.
Selon cette étude[16], l'étude d'impact présente les analyses des impacts avec beaucoup plus de détails que la partie des études dédiée à la présentation des mesures compensatoires[16]. De plus tous les acteurs de la chaine de responsabilité (du bureau d'étude au maître d’ouvrage en passant par les administrations) optent le plus souvent pour des compensations a minima, qui concernent en outre souvent déjà des milieux naturels (forêts, bois, prairies) », où le gain écologique est moindre que si des milieux dégradés avaient été restaurés et bien inscrits dans le réseau écologique existant ou à restaurer[16]. Ainsi, pour 577 hectares supposés compenser l'artificialisation, la fragmentation écopaysagère ou la destruction d'espèces et de milieux naturels « seuls 3 % de la superficie était artificielle avant le travail de compensation, offrant des gains potentiels élevés, tandis que 81 % pouvaient être considérés comme des habitats semi-naturels (…) les mesures compensatoires ne sont pas à la hauteur de l’ambition du texte de loi et ne permettent pas un retour concret de la biodiversité contrebalançant les effets des projets d’aménagements en France ». Enfin les études de projet fournissent « peu d'informations sur la qualité écologique des sites de compensation » mais toutes les fois où ils ont été décrits, leur bonne qualité a été utilisée comme argument pour justifier leur sélection[16]. 
Les auteurs suggèrent de mieux décrire et comparer les écosystèmes touchés par les aménagements et ceux proposés pour la compensation permettrait de mieux évaluer et comparer l'importance quantitative et qualitative des pertes et des gains au profit de mesures permettant de mieux éviter les pertes nettes de biodiversité[16].

En outre, cinq types de dérives ont été constatées dans l'application du principe d'additionnalité.

## Enjeux et débats
Ce principe concerne la biodiversité qui est par essence complexe.
Son application pose donc des défis qui concernent notamment sa vulgarisation et son efficacité, et donc les enjeux d'équivalence écologique mais aussi son acceptabilité qui dépend de sa bonne compréhension et application, et la compensation écologique en milieu rural peut être vécue comme un risque ou comme une opportunité pour le foncier agricole.
Avant la compensation, les étapes « éviter » et « réduire » sont, par ailleurs, souvent oubliées.

### Guides
- Ministère de l'écologie (2017) Évaluation environnementale Guide d’interprétation de la réforme du 3 août 2016 - Août 2017
- CGDD & CEREMA (2018)  Évaluation environnementale - Guide d’aide à la définition des mesures ERCJanvier, PDF, 134 p.